# Einkommenselastizität

Klassifikation von Gütern nach Höhe der Einkommenselastizität.

Die Einkommenselastizität ist eine volkswirtschaftliche Kennzahl, welche die relative Änderung der Nachfrage nach einem Gut oder einer Dienstleistung im Verhältnis zur relativen Änderung des Einkommens eines Wirtschaftssubjektes wiedergibt.

## Allgemeines
Die Einkommenselastizität ist eine Unterart der Elastizität, bei der relative Änderungen unabhängiger Variablen im Hinblick auf die durch sie ausgelösten Änderungen anderer abhängiger Variablen gegenübergestellt werden. Deshalb wird bei der Einkommenselastizität das Einkommen der Nachfrage gegenübergestellt. Ein Marktteilnehmer kann nur dann Nachfrage entfalten, wenn er hierfür Einkommen einsetzt.

## Berechnung
Die Einkommenselastizität der Nachfrage {\displaystyle \eta _{i}} gibt an, wie stark sich die Nachfrage nach einem Gut {\displaystyle i} relativ ändert, wenn sich das Einkommen eines Haushaltes (relativ) ändert.
Sie ist definiert als prozentuale Änderung der Nachfragemenge pro prozentualer Änderung des Einkommens.
{\displaystyle \eta _{i}={\frac {\text{Prozentuale Änderung der Nachfragemenge}}{\text{Prozentuale Änderung des Einkommens}}}}.
Wenn sich infolge einer Einkommenssteigerung von 10 % die Nachfrage nach einem bestimmten Gut um 12 % erhöht, beträgt die Einkommenselastizität dieses Gutes 1,2.

## Formale Definition und Einordnung
Sei {\displaystyle x_{i}(\mathbf {p} ,y)=x_{i}(p_{1},\ldots ,p_{n};y)} die Marshallsche Nachfrage nach einem Gut {\displaystyle i} in Abhängigkeit von den Preisen aller {\displaystyle n} Güter und dem Haushaltseinkommen {\displaystyle y}, dann gilt für die Einkommenselastizität {\displaystyle \eta _{i}}:
{\displaystyle \eta _{i}\equiv {\frac {\partial x_{i}(\mathbf {p} ,y)}{\partial y}}\cdot {\frac {y}{x_{i}(\mathbf {p} ,y)}}}.
Gewichtet man die Einkommenselastizitäten für ein Gut {\displaystyle i} mit dem Anteil, den der Konsum des Gutes am gesamten Haushaltseinkommen hat, und summiert diese gewichteten Einkommenselastizitäten über alle Güter, so müssen sie sich auf 1 addieren. Mithin gilt also:
{\displaystyle \sum _{i=1}^{n}\left[{\frac {p_{i}x_{i}(\mathbf {p} ,y)}{y}}\cdot \eta _{i}\right]=1}.

## Güterarten nach ihrer Einkommenselastizität
Die Güterarten können auch nach der Einkommenselastizität unterschieden werden:
| Elastizitätsgrad | Güterart               | Beispiel              |
| ---------------- | ---------------------- | --------------------- |
| < 0 (negativ)    | inferiores Gut         | Pfeffer, Speisesalz   |
| 0                | neutrales Gut          | Luft, Trinkwasser     |
| > 0              | normales Gut           | Konsumgüter           |
| 0 bis < 1        | schwach superiores Gut | Lebensmittel, Wohnung |
| > 1              | stark superiores Gut   | Luxusgüter            |

Die Charakterisierung eines Gutes als inferior oder normal ist nicht mit einem bestimmten Gut fest verknüpft, sondern stets von den äußeren Umständen (absolute Einkommenshöhe, Marktpreise, Präferenzen) abhängig. Dasselbe Gut kann für denselben Nachfrager inferior, superior oder normal sein. Wenn beispielsweise eine Arbeitskraft Karriere macht und durch Beförderungen in ein höheres Einkommensniveau aufsteigt, könnte sie anstatt Sekt nunmehr Champagner bevorzugen oder statt Hausmannskost die Grande Cuisine. Champagner ist nun für sie kein superiores Gut (Luxusgut) mehr, der frühere Sekt als normales Gut ist zum inferioren Gut geworden.
Das Engelsche Gesetz (für Lebensmittel) und Schwabesche Gesetz (für Wohnungen) gehen implizit von einer Einkommenselastizität der Nachfrage von < 1 aus.